# 山陰中央電視台
山陰中央電視台株式會社（日语：／ San-in Chūō Terebijon Hōsō */?）是日本富士電視台聯播網FNN·FNS的成員。呼出訊號為JOMI-DTV（松江34頻道）。英文表記San-in Chuo Television Broadcasting Co.,Ltd.，簡稱TSK。本部位于島根縣松江市西川津町721番地，郵政編碼「690-8666」。開播于1970年4月1日。放送地域為鳥取、島根兩縣。

## 外部連結
- TSK山陰中央電視台 （页面存档备份，存于）
- 山陰中央電視台的Facebook專頁
- YouTube上的TSK山陰中央電視台頻道
- YouTube上的TSK YouTube課頻道
- TSK山陰中央電視台的X（前Twitter）